# 가교 (화학)

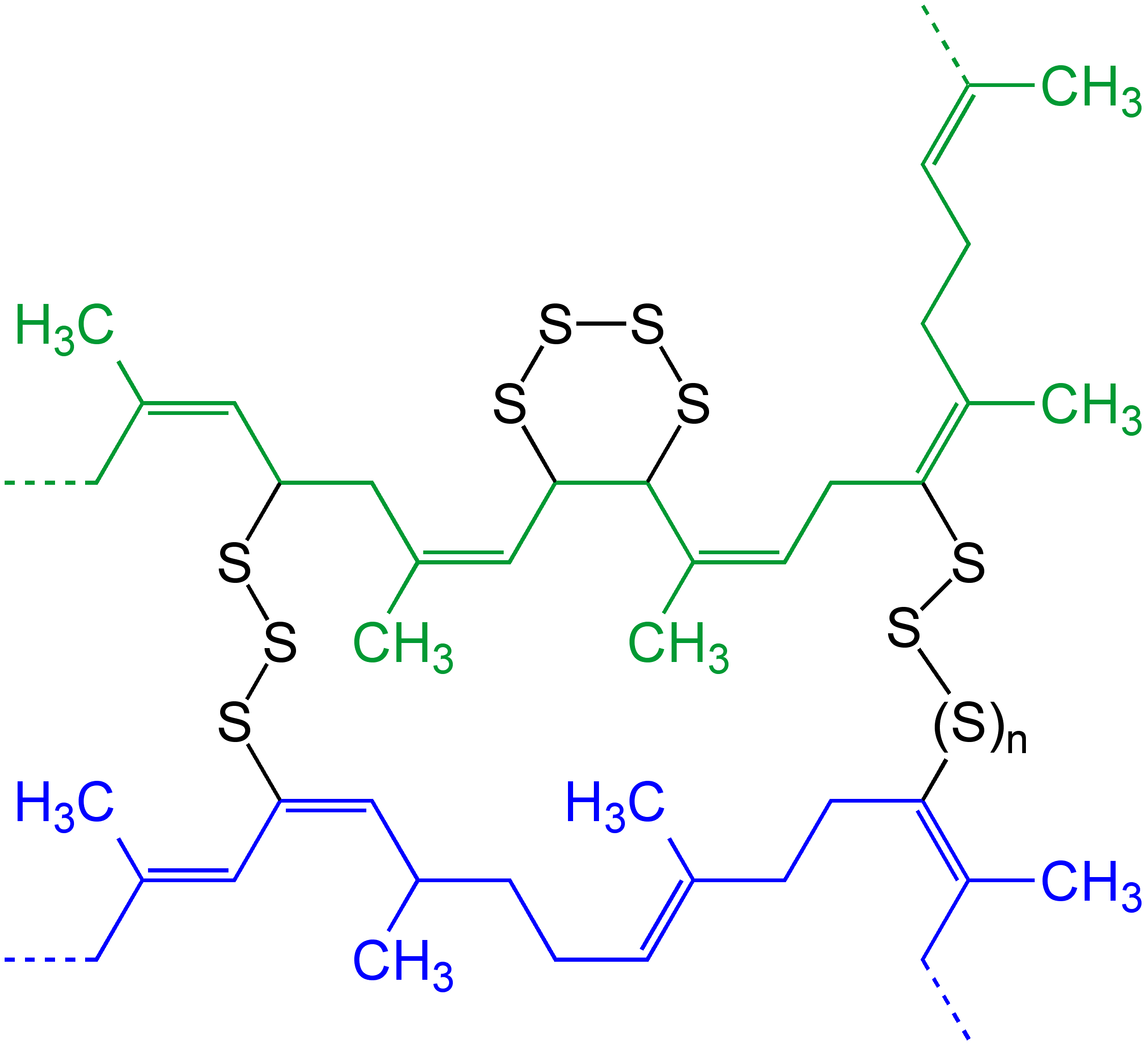
가황은 가교의 한 예이다. 황(n = 0, 1, 2, 3, ...)을 사용하여 천연 고무를 가황시킨 후 가교된 두 개의 "중합체 사슬"(파란색 및 녹색)을 나타낸 모식도.

가교(架橋, 영어: cross-link) 또는 교차결합은 화학 및 생물학에서 하나의 중합체 사슬을 다른 중합체 사슬에 연결하는 결합 또는 결합의 짧은 서열이다. 이러한 연결은 공유 결합이나 이온 결합의 형태를 취할 수 있으며 중합체는 합성 중합체이거나 천연 중합체(예: 단백질)일 수 있다.

## 같이 보기
- 가황
- 중합체